# لندن شمالی

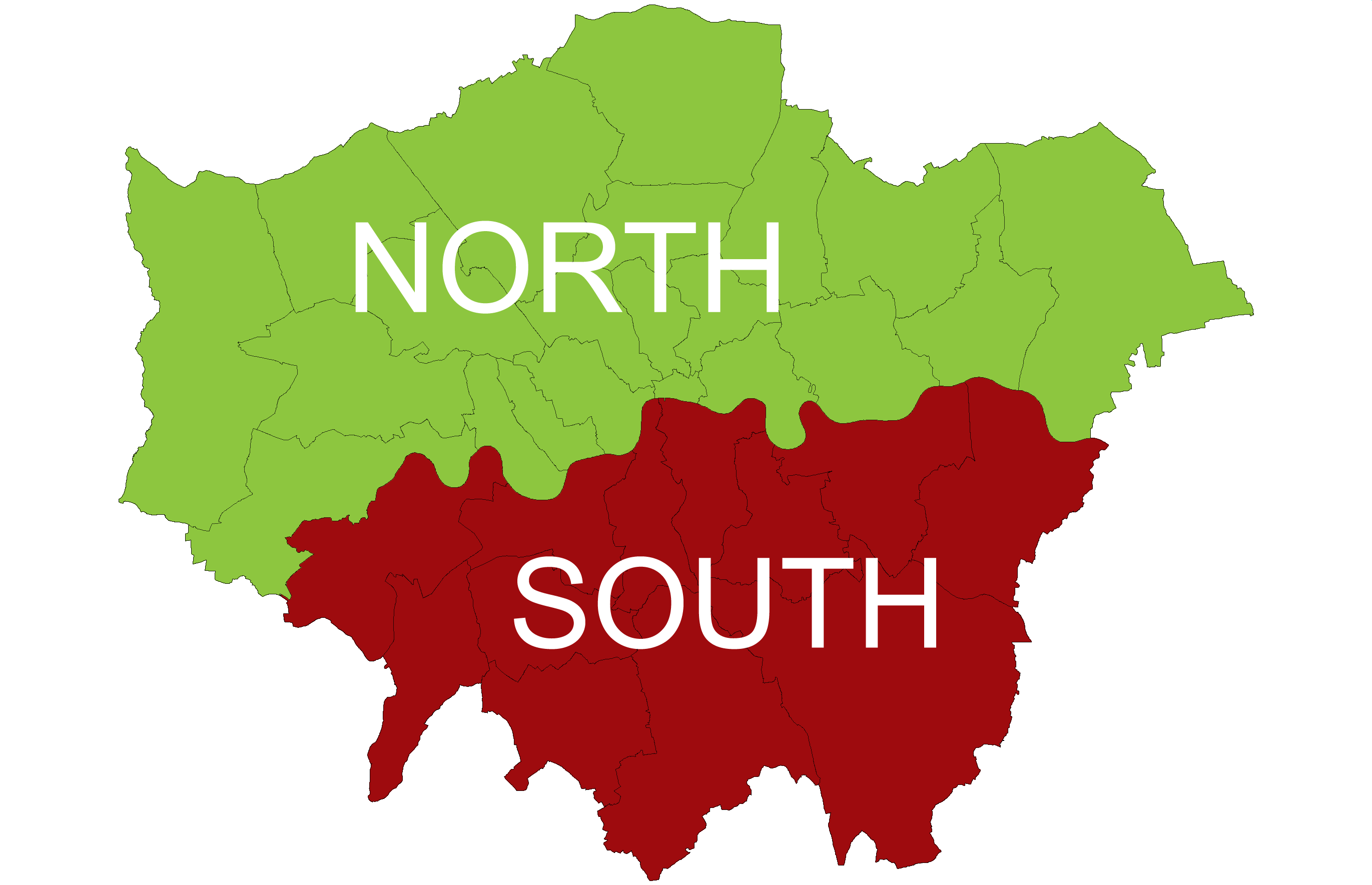
تقسیمات شهر لندن، پایتخت انگلستان به لندن شمالی و لندن جنوبی.

لندن شمالی (به انگلیسی: North London) بخش شمالی شهر لندن، پایتخت انگلستان است. لندن شمالی در شمال رودخانه تیمز واقع‌شده و لندن جنوبی نیز در جنوب رودخانه تیمز واقع‌شده‌است. نوعی تقسیم دیگر در لندن وجود دارد که لندن را به سه‌بخش لندن مرکزی، لندن شرقی و لندن غربی تقسیم می‌کند.